# La Brée-les-Bains
La Brée-les-Bains is een gemeente in het Franse departement Charente-Maritime (regio Nouvelle-Aquitaine). De plaats maakt deel uit van het arrondissement Rochefort. Het is een van de acht gemeenten van het Île d'Oléron. La Brée-les-Bains telde op 1 januari 2022 695 inwoners.

## Geografie
De oppervlakte van La Brée-les-Bains bedroeg op 1 januari 2022 7,27 vierkante kilometer; de bevolkingsdichtheid was toen 95,6 inwoners per km².
De onderstaande kaart toont de ligging van La Brée-les-Bains met de belangrijkste infrastructuur en aangrenzende gemeenten.

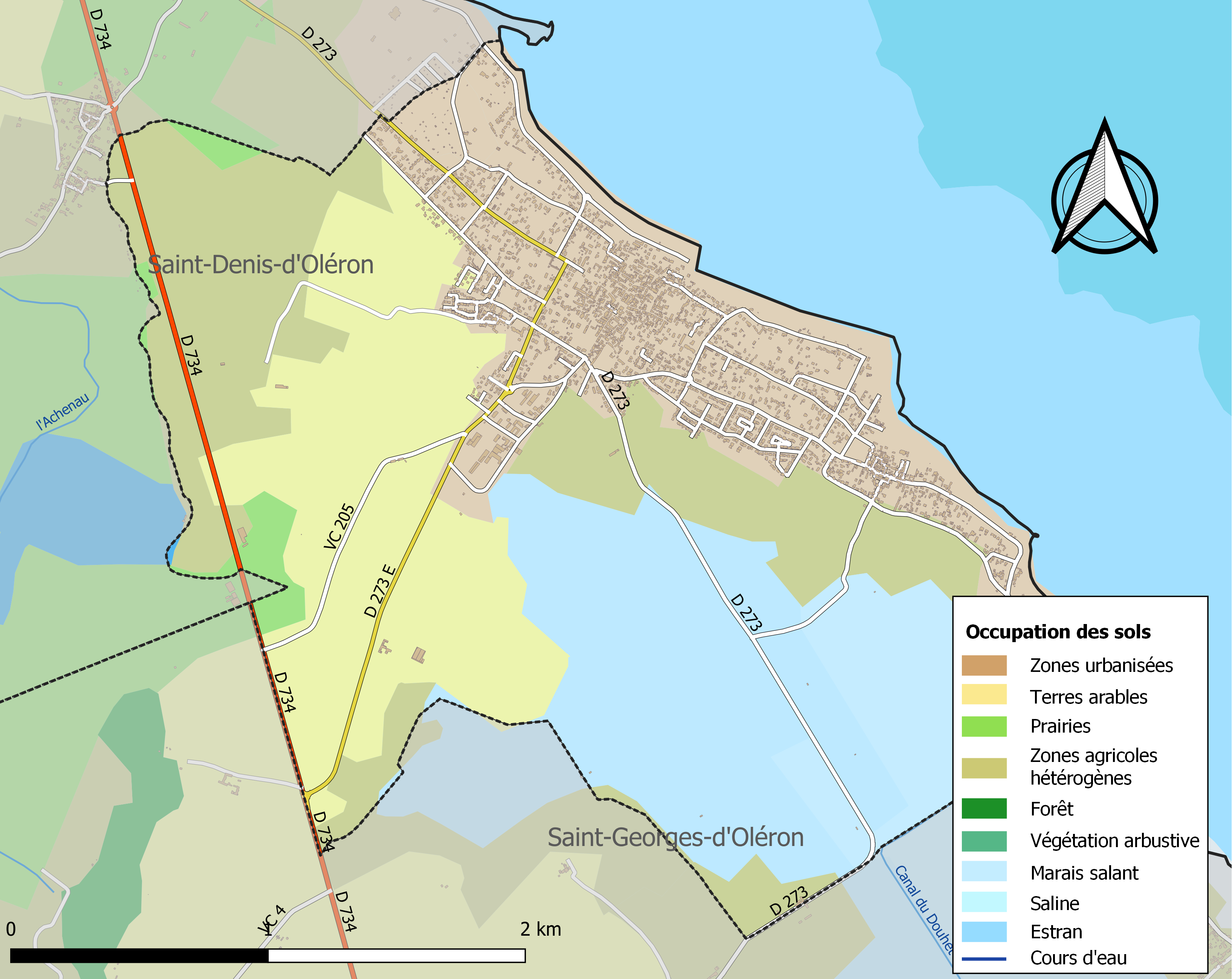

## Demografie
Onderstaande figuur toont het verloop van het inwonertal (bron: INSEE-tellingen).